# 少女B
『少女B』（しょうじょビー）は、2005年に日本テレビ系列で放送されていた、コント中心の深夜のバラエティ番組である。放送時間や曜日は各系列局ごとに異なる。関東地区では2005年4月7日に放送開始。

## 概要
『メンB』の後番組。出演者には『メンB』に比べ若手のお笑いタレントが起用されたが、それ程の人気が上がらず視聴率不振でわずか5ヶ月で打ち切りとなった。
オープニングでは、タイトルにちなんで長井を除く全員がゴスロリ風の女装をし（もともと女性のだいたひかるも含む）、ケーキに顔をぶつける動作を逆回しするという内容で、長井はシルエットでの登場だった。

## 出演者
- アンガールズ（田中卓志、山根良顕）
- レギュラー（西川晃啓、松本康太）
- あべこうじ
- POISON GIRL BAND（阿部智則、吉田大吾）
- だいたひかる
- 長井秀和 -「司会進行」
- 田崎りさ -「アシスタント」

コメンテーター
- 「エコロジー政治家」井阪センセイ
- 「抱かれたい男　No.1」イケ面俳優タナ
- 「ホテルマン」吉田
- 「間違いないでおなじみ」長井秀和
- 「阪神タイガースあるある応援団長」西川さん
- 「最強のネットアイドル」レモンたん
- 「現役女子高生」阿部ちゃん
- 「新宿二丁目の住人」コージ

数回のみ登場
- 「プチ整形界のブラックジャック」あべ島コウ

## 主なコント
- 長井部長と部下たち

会社のオフィスを舞台にした最長シリーズコント。恋愛模様が描かれ、最終回にはモテモテになっただいたへの、全員からの告白タイムがあった。
- K-1ファイター阿部選手

初期のコント。格闘家に扮した阿部のインタビューでのコメントや試合の様子。
- 田中卓志の上京物語

上京した田中が東京で遭遇した出来事を描く長期シリーズのコント。後期はタイトルを変え、長井が教祖に扮する新興宗教「ブリーフ教」中心のコントに受け継がれた。
- 大阪のおばちゃん

レギュラーの2人が大阪のおばちゃんを演じるコント。
- ひかる・阿部ちゃんの愛のボンボクラ

だいたと阿部が恋人を演じるコント。だいたがレゲエダンサーとなりテンションの高い踊りを披露する。
- ホストクラブB

ホストクラブの常連客だいたがナンバー1とナンバー2のホストに接客されるが、最終的に悪口を言われてしまう。
- ジャージ少女あべちゃん

阿部の変装。顔は女子高生、体は赤ジャージというも局部が隠れる程度のビキニのみの裸体に赤塗り。動きが激しいとモロ出しになるのか映像規制が入る。
- 龍崎組の者ですが。

チンピラ（田中）が一般人を脅すが、人情話を聞いた若頭（松本）が「ええ話や」と感動するコント。
- トモダチ

不幸続きの智則家で、すっかりかつての明るさを失った智則を元に戻そうと、田中と西川が変顔をして智則を笑わせる。
- 喫茶・蒼の魂

田中が行く先々の喫茶店でサッカー日本代表のサポーター集団に遭遇するコント。番組末期にはブラジル代表のサポーターが登場する「喫茶ブラジル」にタイトルを変えた。
- 最後の夏 ラストサマー・ボーイズ

高校生のスポーツ部員を演じるメンバーがなぜか全裸になるコント。カメラアングルや小道具などで股間が巧みに隠され、全裸であることを誰も触れることはなく完全ノーリアクションで進行する。
- ハッスルクラブB〜ナス

キャバクラを舞台にしたコント。長井演じる常連客の両隣に、No.1ホステスの卓美（田中）とNo.2の松江（松本）が座る。浮気を疑う奥さんにGPS携帯電話を持たされたことなど、長井が愚痴を話し、2人に内緒話をして「本当にバラさないの!?」などと聞くと、2人が腕にしがみ付きながら「絶対に、ば・ら・さ・な・いっ」とカメラ目線でにこやかに言う。上機嫌になった長井が2人の肩を抱き、他のホステス達がパラパラらしき踊りをしてボーイ（あべ）のコールで長井が酒を一気飲みして一言言う、というのがパターン。

## スタッフ
- 総合演出：川邊昭宏
- プロデューサー：面高直子
- チーフプロデューサー：吉田真

　
また、製作スタッフとして元チャイルドマシーンの樅野太紀が「もみの」という名前で参加している。

## 主題歌
- 沢田研二「ス・ト・リ・ッ・パ・ー」